# Велим (Колин)
Велим (чеш. Velim) — муниципалитет и деревня в Колинском районе Среднечешского края Чешской Республики. В нем проживает около 2200 жителей.

## История
Археологические находки доказывают, что Велим был заселен еще в доисторические времена. Первое письменное упоминание о деревне датируется 1323 годом. В первой половине 14 века она стала частью поместья Подебрады. После выдачи в 1781 году патента на толерантность в деревне проживало значительное евангелическое меньшинство населения.
Первоначально незначительная сельскохозяйственная деревня, она приобрела значение после того, как в 1867 году была построена остановка на близлежащей железной дороге Оломоуц-Прага (открыта в 1845 году). Большое влияние на это оказал потомок венгерской евангелической знати, евангелистский пастор и суперинтендант Чешской Гельветической церкви Юстус Эмануэль Салатнай. С его именем связано также начало Велимского акционерного сахарного завода, основанного в том же году, и местных заводов по производству шоколада, кондитерских изделий и заменителей кофе (1869 г.), в которых он участвовал вместе со своим двоюродным братом Яном Павлом. Постепенно в Велиме были основаны цементный завод (1888 г.), фортепианный завод (1920 г.) и два кирпичных завода. Сокол был основан здесь в 1868 году и играл значительную роль в общественной жизни поселка. Между 1850 и 1930 годами население Велиме увеличилось примерно вдвое, так что до Второй мировой войны в деревне проживало более 2400 поселенцев.
Велим прославился в основном благодаря фабрике еврейской семьи Глейзеров, которые в 1892 году переняли шоколадную фабрику Велим после семьи Салатнай. Именно здесь была изготовлена первая в Центральной Европе жевательная резинка (RICI, 1902 г.) и впервые после Первой мировой войны были произведены полые полностью шоколадные фигурки, как упакованные, так и раскрашенные вручную. Легендарная жевательная резинка Pedro производилась на уже национализированной фабрике в период с 1968 по 1994 год.
Шоколадная фабрика в Велиме была закрыта в 1994 году в связи с приобретением компанией Nestlé (однако выставочные площади сохранились), бывшая фортепианная фабрика не используется, а в начале 21 века было даже снесено прекрасное здание Велимской сахарной фабрики с элегантным неоготическим декором. Похожим оказалась судьба и кирпичного завода на улице Сокольской, от которого осталась только труба. Промышленное наследие поселка, благодаря которому Велим стал общеизвестным, его размеры и значение до сих пор остаются без внимания, однако оно предлагает значительный потенциал в будущем, подчеркнутый расположением Велима на важной железной дороге между Прагой и Пардубице. Кроме того, католическая церковь св. Лаврентия 13 века, историческая евангелическая община и природные местности В Езиркач и Скалка у Велиме.

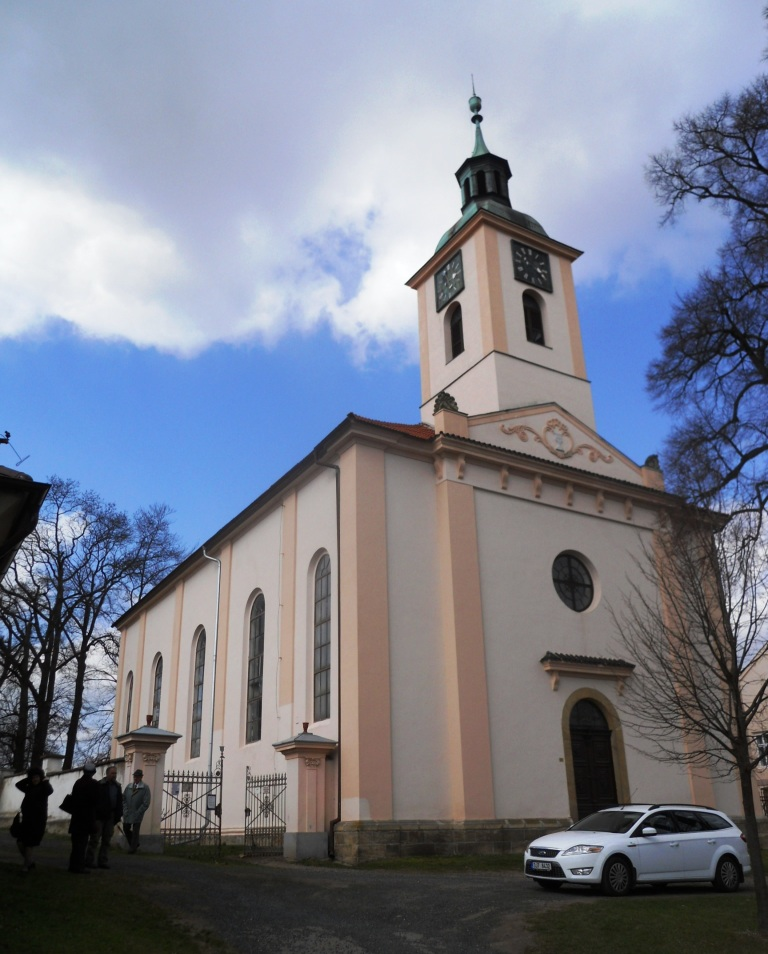
Католическая церковь св. Лаврентия.

Название деревни в районе Колин также имело свою историю. До 1850 года под названием Велиме, как поселок в деревне Велине в районе. Кельн; с 1880 г. село Велим в р-не. Кельн; с 1921 г. Велим в р-не. Кёльн, немецкий Веллен.
Профессор Томаш Гарриг Масарик также читал лекции в Национальном доме в начале 20 века. Летом 23 июня 1901 года он также произнес там речь, которая была опубликована в книгах в Праге в этом году («Наше политическое положение»). Велимская лекция Т. Г. Масарика состоялось после собрания реалистов (прогрессивной народной партии) и визита императора в Прагу.

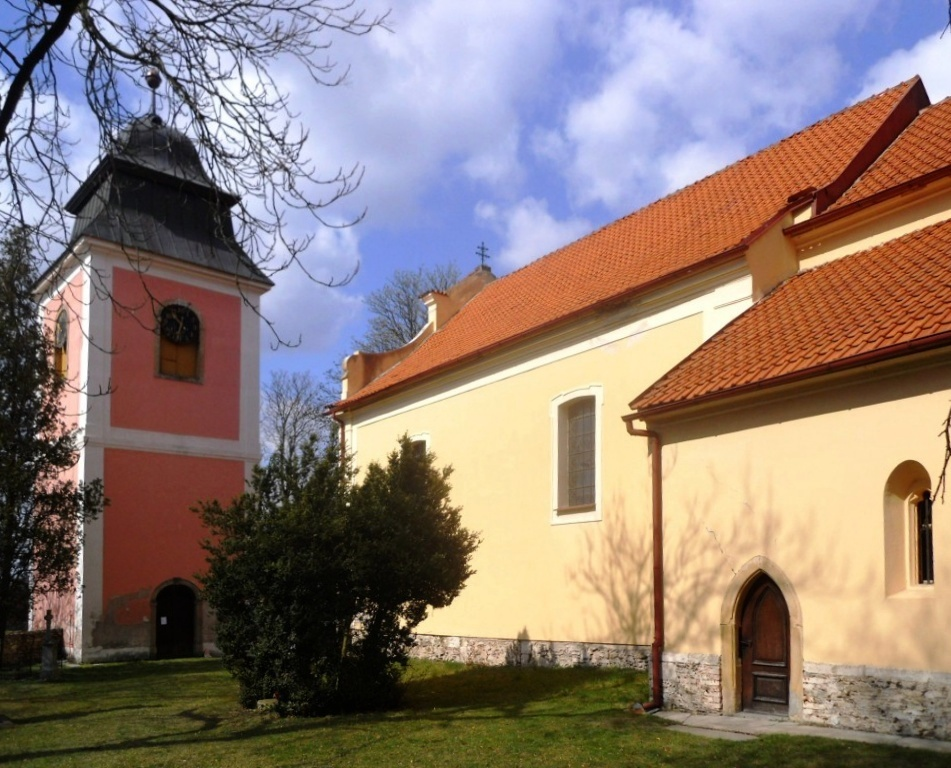
Евангельская церковь 1856 г.

## Административное деление
Административной частью Велима является Деревня Витезей.

## Транспорт
В послелке есть железнодорожный испытательный полигон

## Известные люди
Станислава Сучкова (1923—1997), чешская оперная сопрано.
Владимир Карбусицкий (1925—2002), музыковед и фольклорист.
Ярослав Соучек (1935—2006), действующий баритон.